# جريدة القادسية
صحيفة عراقية، يومية سياسية، مهتمة بالشؤون العسكرية، ومرتبطة بفترة الحرب العراقية - الإيرانية، حيث قامت دائرة التوجيه السياسي في وزارة الدفاع العراقية باصدار (جريدة القادسية) بتاريخ 1980/9/15 م. وبلغ انتاجها اليومي (41,498,000) في عام 1986م.تعاقب على رئاسة تحريرها عدد من الإعلاميين والصحفيين منهم، هاني وهيب النداوي، وعبد الجبار محسن اللامي،
 وعمل الصحفي أمير الحلو لفترة نائب رئيس التحرير فيها. واحتجبت عن الظهور عام 2003م، إبان الغزو الأمريكي وإحتلال العراق.